# Saint-Léger-aux-Bois, Seine-Maritime

Saint-Léger-aux-Bois este o comună în departamentul Seine-Maritime, Franța. În 1 ianuarie 2022 avea o populație de 479 de locuitori.